# Bệnh giun chỉ bạch huyết
Bệnh giun chỉ bạch huyết cũng còn gọi là bệnh phù chân voi do giun ký sinh thuộc họ Filarioidea gây ra. Hầu hết các trường hợp của bệnh không có triệu chứng. Tuy nhiên, một số người phát triển một hội chứng gọi là phù chân voi, biểu hiện bằng tình trạng sưng tấy nghiêm trọng ở tay, chân, vú hoặc bộ phận sinh dục. Da cũng có thể trở nên dày hơn và tình trạng có thể trở nên đau đớn. Những thay đổi về cơ thể có khả năng gây hại cho tình hình kinh tế và xã hội của người đó.
Giun này lây lan qua vết đốt của muỗi nhiễm bệnh. Ba loại giun được biết đến là nguyên nhân gây bệnh: Wuchereria bancrofti, Brugia malayi và Brugia timori, trong đó Wuchereria bancrofti là phổ biến nhất. Những con giun này làm hỏng hệ thống bạch huyết. Căn bệnh này được chẩn đoán bằng cách kiểm tra máu  thu được trong đêm bằng kính hiển vi. Máu thường được quan sát như một vết bẩn sau khi được nhuộm bằng nhuộm Giemsa. Xét nghiệm máu để tìm kháng thể chống lại bệnh cũng có thể cho phép chẩn đoán bệnh này. Các loài giun đũa khác cùng họ là nguyên nhân gây ra bệnh mù do giun chỉ.